# Twisted Records
| Twisted Records |                                |
| Bolagstyp       | Indie                          |
| Grundat         | Juli 1996                      |
| Grundare        | Simon Posford och Simon Holtom |
| Land            | Storbritannien                 |

Twisted Records är ett brittiskt skivbolag som specialiserat sig på electronica och psykedelisk nedtempomusik. Bolaget bildades 1996 av Simon Posford (Hallucinogen) och Simon Holtom.

## Artister
- Hallucinogen
- Ott
- Prometheus
- Shpongle
- Younger Brother